# Fort d'Arad
Pour les articles homonymes, voir Arad.

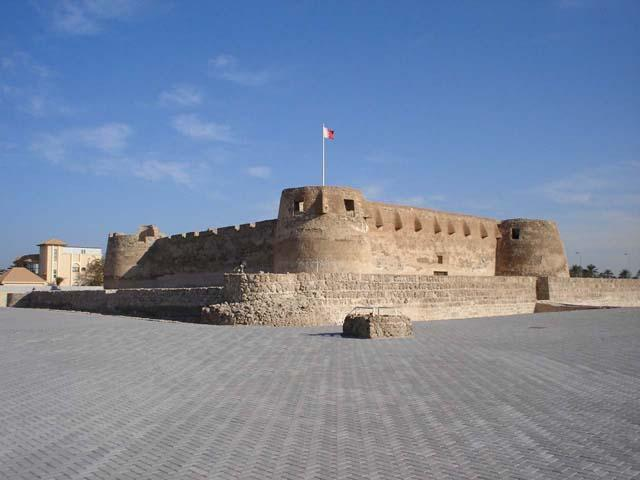
Un point de vue du fort d'Arad

Le fort d'Arad (arabe : قلعة عراد ; Arad Qal'at) est un fort du XVe siècle, situé à Arad, sur l'île de Muharraq, dans le royaume de Bahreïn.
Construit dans le style typique des forts islamiques, compacts, au cours du XVe siècle apr. J.-C., avant l'invasion portugaise de 1622, il surplombe la mer dans divers passages peu profonds. 
Autrefois, un canal maritime inaccessible, contrôlé par les populations locales, empêchait les navires d'approcher l'île où le fort est situé. Le fort carré est doté à chaque coin d'une tour cylindrique, et entouré d'une petite tranchée, remplie de l'eau de puits spécialement. Les parois supérieures du fort sont percées d'ouvertures en forme de nez, pour les tireurs d'élite.
Situé près de l'aéroport international de Bahreïn, le fort, entièrement rénové, dans les années 1980, pendant trois années, avec les matériaux d'origine (pierres de mer, chaux, sable, troncs de palmiers, sans ciment), offre une vue magnifique dans son éclairage nocturne.
Les droits d'entrée sont de 200 fills.